# Tore Berger
Tore Berger (Asker, 11 de noviembre de 1944) es un deportista noruego que compitió en piragüismo en la modalidad de aguas tranquilas.
Participó en dos Juegos Olímpicos de Verano en los años 1968 y 1972, obteniendo dos medallas, oro en México 1968 y  bronce en Múnich 1972. Ganó una medalla de oro en el Campeonato Mundial de Piragüismo de 1970.

## Palmarés internacional
| Juegos Olímpicos   | Juegos Olímpicos          | Juegos Olímpicos  | Juegos Olímpicos |
| Año                | Lugar                     | Medalla           | Evento           |
| ------------------ | ------------------------- | ----------------- | ---------------- |
| 1968               | Ciudad de México (México) | Medalla de oro    | K4 1000 m        |
| 1972               | Múnich (RFA)              | Medalla de bronce | K4 1000 m        |
| Campeonato Mundial |                           |                   |                  |
| Año                | Lugar                     | Medalla           | Evento           |
| 1970               | Copenhague (Dinamarca)    | Medalla de oro    | K4 10 000 m      |